# Augustinianum (revista)
Augustinianum é uma revista acadêmica revisada por pares, nascida em 1961 e conhecida no mundo acadêmico sobretudo pela contribuição oferecida sobre a literatura targúmica, a partir de 1970 começa o seu percurso patrístico, focando-se nesse em 1973 em ocasião do XVI centenário da morte de Santo Atanásio (373). A revista, desde o seu primeiro volume publicou mais de 3, 800 artigos e resenhas dedicados ao estudo dos Padres da Igreja e a literatura cristã antiga. A revista Augustinianum è dirigida por Antonio Gaytán e publicada pelo Instituto Patrístico Augustininaum (Roma). 

## Descrição
Nos últimos cinco volumes – do número 57 (2017) ao 61 (2021) – foram publicados seis contributos em língua francesa; trinta em inglês; cinquenta em italiano; onze em espanhol; dois em alemão. Foram também publicadas cinquenta e nove resenhas, escritas em diversas línguas. Para não se prolongar sobre cada contributo publicado na revista “Augustinianum”, podemos esquematizar as pesquisas ao interno das várias categorias sobre a base dos seus conteúdos: artigos de caráter filológico, estudos sobre a obra de Agostinho, edições críticas, pesquisas de crítica textual, investigação sobre a história da teologia, estudos sobre a teologia dos Padres da Igreja, patrologia oriental, arqueologia e epigrafia cristã.
No que respeita os contributos de caráter filológico podemos indicar: G. Stefanelli, Cristiani, giudei e pagani: lessico, esegesi e polemica nei Tractatus in Psalmos di Gerolamo (2017); A. D’Anna, Sul testo della Passio Petri et Pauli (2017); A. Sáez Gutiérrez – J. J. Ayán Calvo, Acerca del término ὑπόϑεσις en el Adversus haereses de Ireneo de Lyon (2018); F. Ruggiero, Osservazioni sul testo del Πρὸς Διόγνητον (2018); P. Liverani, La Σκιά (Hbr. 10,1) e la verità dei colori (2020); P. de Navascués – B. Outtier, Hippolytus. In Canticum II,3 (CPG 1871): las dos alianzas. Nota filológica (2021).
Os estudos sobre o pensamento de Agostinho, por razões obvias, são muitos. Indicamos só alguns: J. van Neer, Esau and Jacob (Sermon 4). Augustine’s Solution to an “Insoluble” Problem (2017); P. van Geest, Sed ea quae obscura sunt praetermitto (Speculum 108). Augustine’s Selection of Scriptural Quotations in his Speculum as Proof of his Desire to Effect a Confrontation (2017); Th. Clemmons, The Common, History, and the Whole: Guiding Themes in De vera religione (2018); M. Foley, The Fruit of confessing Lips: Sacrifice and the Genre of Augustine’s Confessions (2019); W. E. Helleman, Predication according to Substance and Relation: The Argument of Augustine’s De Trinitate 6 (2019); A. Miranda, Noli adhaerere velle seni mundo. Agostino e la conversione del mondo pagano nei discorsi al popolo (2020); A. H. Pierce, At the Crossroads of Christology and Grace: Augustine On the Union of Homo and Verbum in Christ (ca. 411–430) (2020); N. Cipriani, Il De immortalitate animae di Agostino nella critica più recente (2021).
As edições críticas que foram publicadas nestes últimos anos são: F. Dolbeau, Deux Sermons d’Augustin pour les fêtes de Jean-Baptiste et de Pierre et Paul (s. 293 et 299) (2017); S. G. Americano, Ignazio d’Antiochia nel ‘Pandette della Sacra Scrittura’ di Antioco di San Saba (CPG 7842-7844). Tradizione manoscritta, testo critico e commento (2017); A. Orengo, Canoni conciliari armeni: Šahapivan e Dowin (2018).
No que respeita as críticas textuais citamos só alguns dos artículos em mérito: F. Ruggiero, Spirabat paululum iam. Una nuova congettura per un noto locus desperatus agostiniano (2017); B. Paschke, Die Brüsseler Handschrift 8232-33: Ein griechischer Textzeuge für die Metastasis des Apostels Johannes (2019); P. de Navascués, Nota a Ireneo, Adversus Haereses 1, 1, 1: Fuisse in immensis aeonibus (2019); R. Oliva Martínez, Epifanio de Salamina en Barb. gr. 441 (2019); J. L. Narvaja, Recepción de Ireneo en el siglo XII. El Liber de sectis hereticorum de Balduino de Canterbury, testimonio de un manuscrito perdido del Adversus Haereses (2020); R. Oliva Martínez, Orientaciones para el estudio del contenido del Vat. gr. 1196 (2020); Ch. Guignard, Hilaire de Poitiers, Commentaire sur Matthieu 33, 5: plaidoyer pour le texte de la famille α (2020); A. Segneri, Spigolature pseudodidimiane (2021); A. Nigra, Note per l’attribuzione a Massimo il Confessore di parte degli Scholia al Corpus Dionysiacum (2021).
Sobre a história da teologia podemos indicar os seguintes: C. dell’Osso, Le origini del monoenergismo/monotelismo (2017); G. D. Dunn, Ecclesiology in Early North African Christianity (2017); E. Wipszycka, The Canons of the Council of Chalcedon Concerning Monks (2018); S. A. Robbe, Rufino difensore dell’ortodossia niceno-costantinopolitana. La versione latina di h. e. 1, 1-3 a confronto con l’originale (2019); E. Prinzivalli, Haereticorum baptisma. Aspetti della controversia battesimale tra Occidente e Oriente nel III secolo (2020); S. Fernández, “Begotten” and “Created”. The Synod of Ancyra (358 C.E.) on the Perfect Birth of the Son of God (2021); J. J. Gallagher, History, Eschatology, and the Development of the Six Ages of the World (2021).
Também os estudos sobre a teologia dos Padres da Igreja são muitos, por isso citamos só alguns: M. Monfrinotti, Il Dio creatore nelle testimonianze esamerali di Teofilo di Antiochia e Clemente di Alessandria (2018); M. Gyurkovics, La santa prole. Il frutto del matrimonio Cristiano nella teologia di Clemente di Alessandria (2018); C. Ricci, Hi quattuor egregii doctores […] ueluti clarissima sidera micant: la recezione dei Padri della Chiesa latina nell’Umanesimo mitteleuropeo (2020); D. Scardia, Tractatus in psalmum 15, 8 (Series altera): Gerolamo tra rispetto dei modelli e autonomia esegetica (2020); J. Varela Rodríguez, Isidoro de Sevilla ante Gregorio Magno: aspectos de la teología moral (2020); A. E. T. McLaughlin, Lives, Lives, and Afterlives: The Exemplary Pedagogy of Caesarius of Arles (2021).
A revista, além de publicar textos que pertencem a patrologia oriental, se ocupa também desta teologia, por exemplo em: F. Vecoli, Norme, malédiction et forme de vie dans les “règles” de Chenouté (2018); F. Berno, The Nag Hammadi Reception of 1 Enoch. Some Preliminary Remarks and a Case Study: A Valentinian Exposition (NHC XI, 2; CPG 1216; CC 0669) (2019).
Por fim, foram também publicados artigos sobre arqueologia e epigrafia cristã: P. L. Gatti, Le Faussaire et la Ville: la correspondance entre Sénèque et l’apôtre Paul mise à l’épreuve de l’archéologie (2018); L. Covello, Ipotesi ricostruttiva dei sistemi di accesso della Basilica Onoriana di Sant’Agnese fuori le mura (2018); J. Leoni, Gli epigrammi di Papa Damaso e Roma Christiana (2019).
Em relação aos autores que publicam na revista “Augustinianum” se trata de pesquisadores que provêm dos mais variados ambientes acadêmicos, nacionais e internacionais. O panorama italiano se encontra representado pelos seguintes institutos: Facoltà Teologica dell’Emilia-Romagna (Bologna); Facoltà Teologica dell’Italia Settentrionale (Torino); Pontificio Istituto Biblico (Roma); Sapienza Università di Roma; Università degli Studi “G. d’Annunzio” (Chieti – Pescara); Università degli Studi della Basilicata; Università degli Studi di Firenze; Università degli Studi Roma Tre; Università di Pisa. A esses se juntam numerosas instituições internacionais: Baylor University (Texas, USA); École Européenne Luxembourg II (Bertrange, Luxembourg); Evangelische Theologische Faculteit (Leuven, Belgium); Gannon University (Pennsylvania, USA); Institut d’études religieuses de l’Université de Montréal (Canada); Institut de France (Paris); Laboratoire d’études sur les monothéismes (Aubervilliers, France); Ludwig-Maximilians-Universität (München, Deutschland); Pontificia Universidad Católica (Santiago, Chile); St Athanasius Greek-Catholic Theological Institute (Nyíregyháza, Hungary); The Catholic University of America (Washington DC, USA); Tilburg University (Utrecht, The Netherlands); Universidad San Dámaso (Madrid, España); Universidade de Santiago de Compostela (A Coruña, España); Université de Strasbourg (France); University College Dublin (Irlanda); University of Notre Dame (Indiana, USA); University of Toronto (Canada); University of Warsaw (Poland).

## Sumário e idexação
Augustinianum é indexado e resumido em L'Année philologique, ATLA Religion Database, FRANCIS, Index Religiosus, International Bibliography of Book Reviews of Scholarly Literature, International Bibliography of Periodical Literature, MLA International Bibliography, New Testament Abstracts, Periodicals Index Online (ProQuest), e PhilPapers. 

## Galeria de imagens

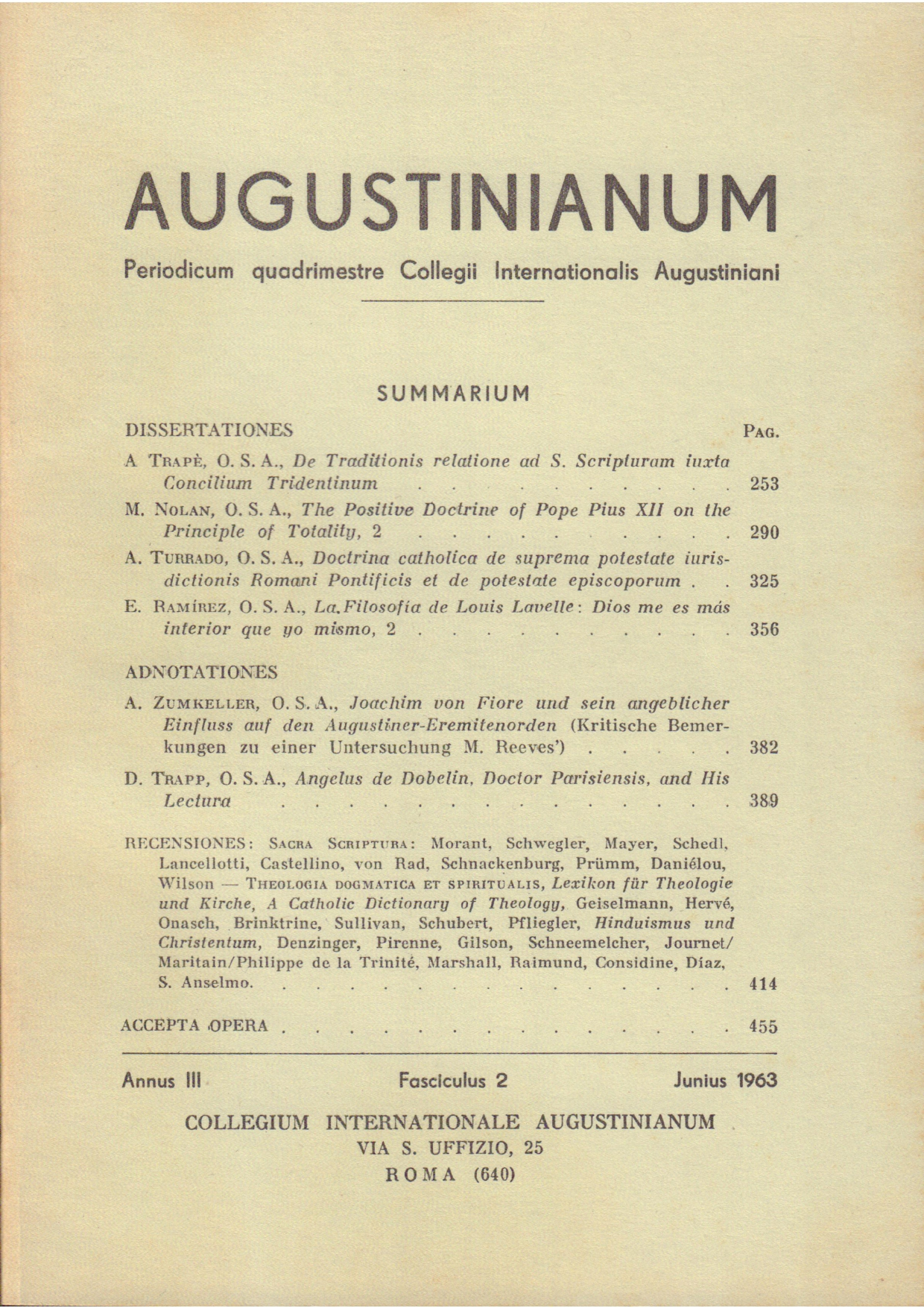
Capa da edição 2 do volume 3 (1963)
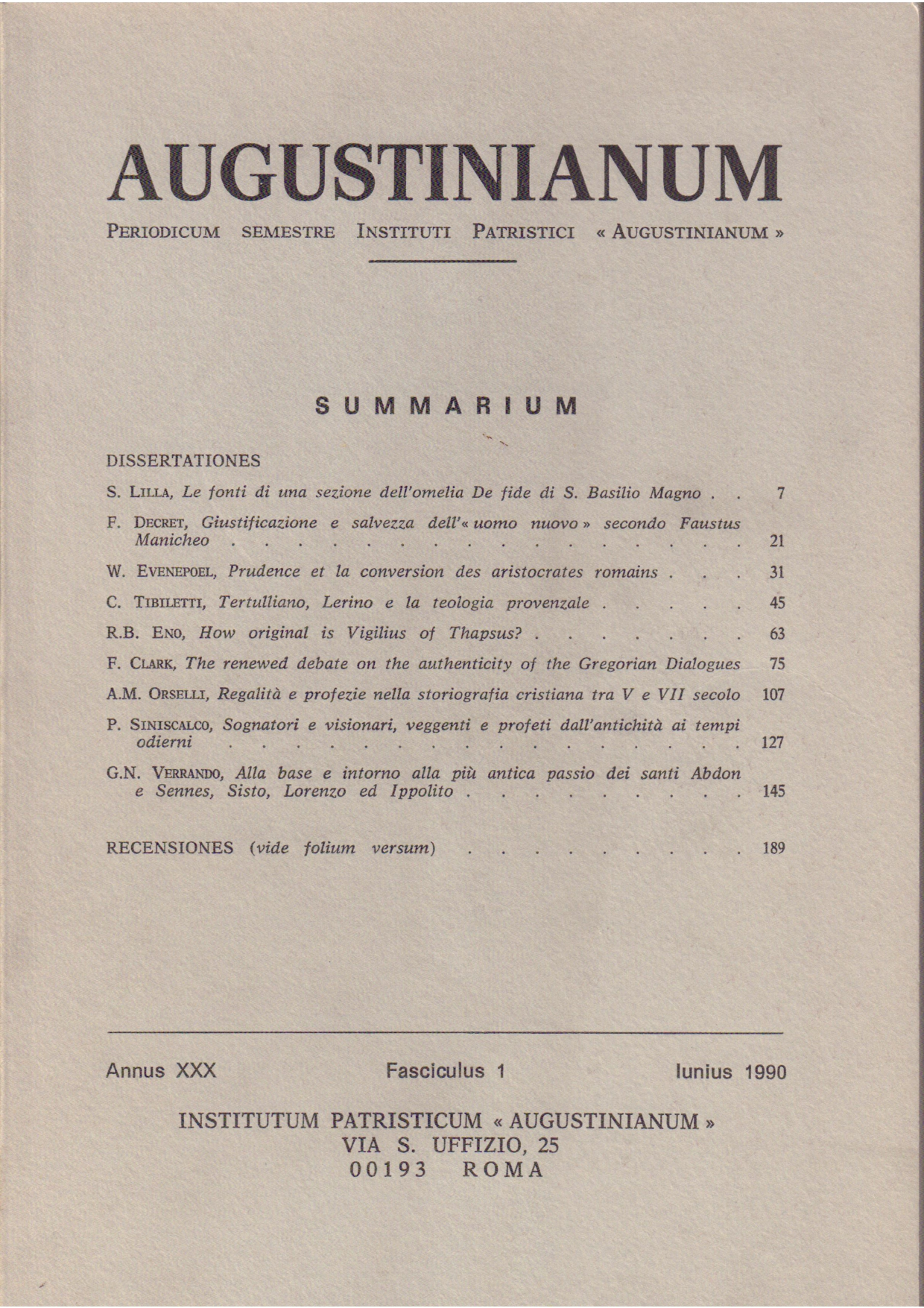
Capa da edição 1 do volume 30 (1990)
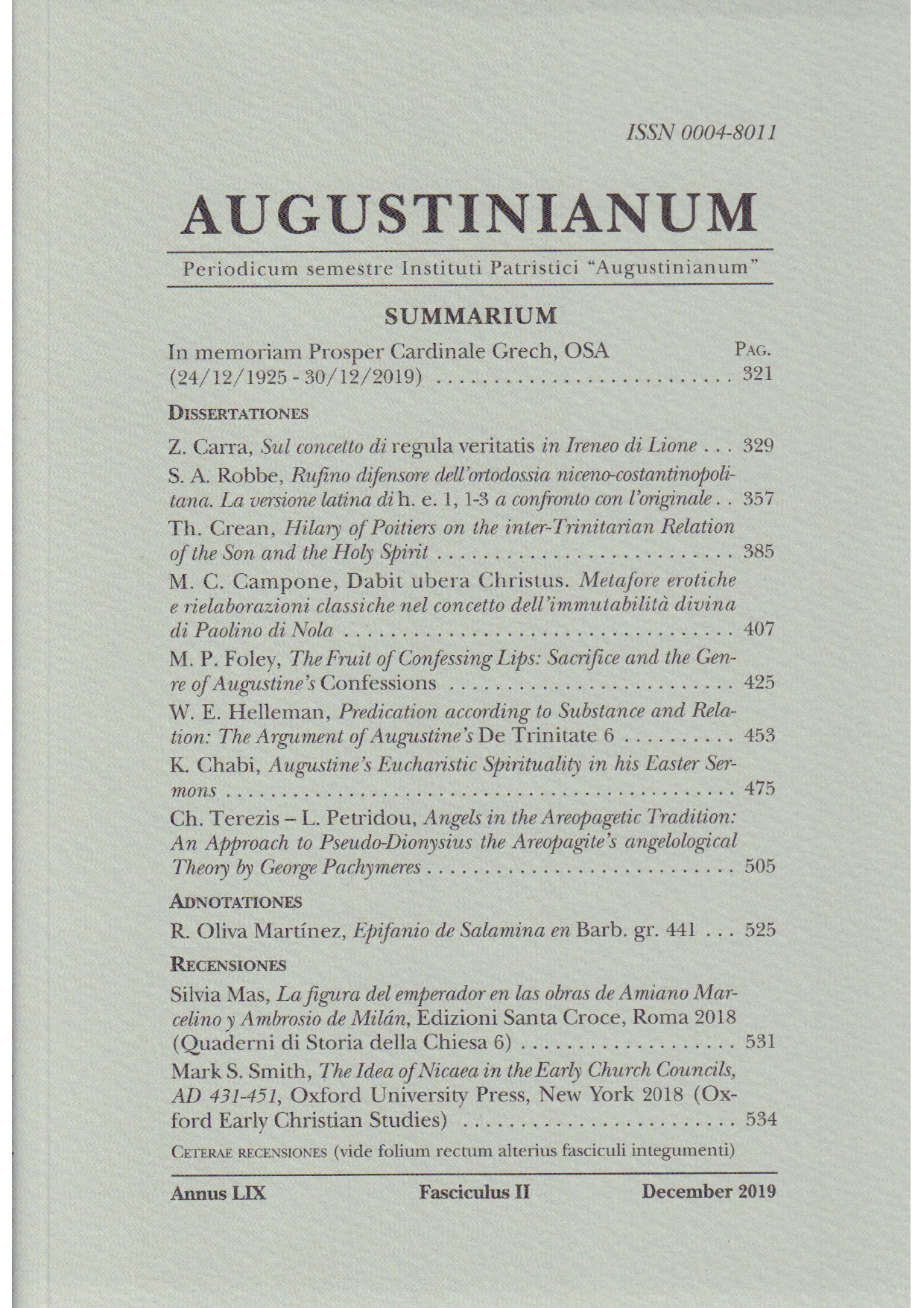
Capa da edição 2 do volume 59 (2019)